# Истибања
Истибања (мкд. Истибања) је насеље у Северној Македонији, у источном делу државе. Истибања је у саставу општине Виница.
Истибања је позната је по изворима лековите топле вода која се налази у непосредној близини села.

## Порекло назива
Према легенди Истибања је име добила од једног бугарског Турчина, коме су сељани рекли да је село познато по бањи.

## Географија
Истибања је смештена у источном делу Северне Македоније. Од најближег града, Кочана, насеље је удаљено 12 km источно.
Насеље Истибања се налази на источном ободу Кочанског поља, плодне долине коју гради река Брегалница. Насеље је положено на приближно 370 метара надморске висине. Југоисточно од насеља издиже се планина Голак.
Месна клима је континентална.

## Историја
По статистици секретара Бугарске егзархије, 1905. године Истибања је била мешовито село са 750 Турака, 150 православних Словена и 50 Рома.

## Становништво
Истибања је према последњем попису из 2002. године имала 1.476 становника.
Претежно становништво у насељу су етнички Македонци (99%), а остало су махом Срби.
Већинска вероисповест месног становништва је православље.